# Corés
Corés es una parroquia del concejo de Somiedo, en el Principado de Asturias (España). Alberga una población de 31 habitantes (INE 2006) en 20 viviendas. Ocupa una extensión de 7,5 km². Está situada a 18,6 km de la capital del concejo. Se celebra la festividad de Santa María Magdalena (22 de julio). Su templo parroquial está dedicado a Santa María Magdalena.

## Barrios
- Corés

- Datos: Q5173822
- Multimedia: Corés / Q5173822